# El río que nos lleva (pel·lícula)
El río que nos lleva és una pel·lícula espanyola de 1989 dirigida per Antonio del Real, adaptació cinematogràfica de la novel·la homònima de José Luis Sampedro. El guió era d'Antonio Larreta, supervisat pel mateix Sampedro i Del Real, la música estava a càrrec de Carles Cases i Lluís Llach, i la fotografia va ser de Federico Ribes.

## Repartiment
El repartiment principal va ser el següent:
- Alfredo Landa: «el Americano»
- Tony Peck: l'irlandès Shannon
- Eulàlia Ramon: Paula
- Santiago Ramos: Dámaso
- Fernando Fernán Gómez, don Ángel
- Antonio Gamero: «Cacholo»
- Concha Cuetos: Cándida
- Ovidi Montllor: «Cuatro dedos»
- Mario Pardo: Seco
- Juanjo Artero: «el Rubio»

## Guardons
La pel·lícula va ser guardonada en deu festivals internacionals i, en 1990, va rebre el Premi al millor director que concedeix l'ADIRCAE (Assemblea de Directors, Realitzadors Cinematogràfics i Audiovisuals Espanyols). També va ser declarada d'interès per la UNESCO.
Alfredo Landa va estar nominat al Goya al millor actor en la 4a edició dels Premis Goya, que finalment va guanyar Jorge Sanz per Si te dicen que caí.